# Случевский, Константин 1-й Афанасьевич
Константи́н Афана́сьевич Случе́вский 1-й (1784—1848) — тайный советник, член Совета военного министра, обер-прокурор Правительствующего сената.

## Биография
Происходил из малороссийских дворян Черниговской губернии, сын священника, родился в декабре 1784 года и 13 августа 1790 года был записан в лейб-гвардии Конный полк гефрейт-капралом, с оставлением вне службы до окончания образования. По вступлении на престол императора Павла был исключён из полка в числе прочих малолетних.
Образование получил в Черниговском народном училище, а потом в местной гимназии, но не окончил курса и 21 января 1798 года поступил в 2-й департамент Малороссийского генерального суда коллежским канцеляристом.
31 декабря 1802 года произведён в коллежские регистраторы; 1 декабря 1803 года уволен из генерального суда с чином губернского секретаря и 9 февраля 1804 года был определён в департамент министра военных сухопутных сил. Здесь он 25 августа 1806 года получил должность младшего помощника столоначальника и произведён в титулярные советники. 19 апреля 1809 года назначен столоначальником и, состоя в этой должности, помимо исполнения прямых своих обязанностей, занимался, под руководством В. Р. Марченко составлением положения об учреждении по губерниям рекрутских депо.
Но в скором времени Случевский должен был оставить службу в канцелярии военного министерства. Не имея университетского аттестата, он не мог здесь рассчитывать на дальнейшее повышение по службе и стал искать себе другой должности, а так как служба в Сибири и на Кавказе давала в то время особые преимущества, то он и поступил в штат Сибирского генерал-губернатора чиновником для особых поручений. Зачисление на эту должность состоялось 19 августа 1811 года, а 24 числа того же месяца он был произведён в коллежские асессоры, и вслед затем командирован в разные города и селения Сибири с поручениями, касавшимися образования городовых казаков и внутренней стражи. За отличное исполнение этого поручения Случевский в 1812 году был произведён в надворные советники.
В 1814 году Случевский вернулся в Санкт-Петербург и, по ходатайству Сибирского генерал-губернатора Пестеля, рекомендовавшего его в самых лестных выражениях, 3 октября был определён в Инженерный департамент на должность начальника 2-го отделения, в которой и утверждён 15 января 1816 года. В течение своей почти тридцатилетней службы в инженерном департаменте, Случевский подучил чины 6-го (в 1819 году), 5-го (3 марта 1824 года, со старшинством от 6 августа 1822 года) и 4-го (25 декабря 1825 года) классов, с 31 января 1821 года занимал должность начальника 3-го отделения, исполнял различные поручения инженер-генерала Оппермана, участвовал в качестве члена в трудах Строительной комиссии по возведению зданий Учебной артиллерийской бригады и Артиллерийского училища, награждён бриллиантовым перстнем, арендой и получил несколько орденов.
В 1826 году Случевский был представлен к должности обер-прокурора Правительствующего сената. Представление было мотивировано необеспеченностью материального положения Случевского и желанием дать ему должность с высоким окладом; вследствие этого император Николай I изволил 20 мая собственноручно начертать: «состоять ему сверх должности начальника отделения при графе Оппермане». Граф Опперман, управлявший в то время Артиллерийским училищем и председательствовавший во многих комиссиях и комитетах нашёл в лице Случевского деятельного помощника по всем разнообразным вопросам. Когда же в 1827 году при образовании Морской строительной части под его начальством был учреждён Строительный департамент, он исходатайствовал для Случевского должность директора канцелярии начальствующего строительным департаментом по морской части.
22 августа 1831 года Случевский был назначен членом Совета военного министра и, состоя в этой должности, кроме прямых своих обязанностей принимал деятельное участие в трудах комитета по перестройке сенатских зданий, управлял делами комитета для определения стратегических пунктов в империи для хранения артиллерийских и инженерных запасов, а также делами Военно-учёного комитета по рассмотрению новых предположений об изменении конструкции полковых фур и составлению положения о перевозке полковых тяжестей.
По преобразовании в конце 1832 года Совета военного министра в Военный совет, Случевский 1 января 1833 года был причислен к Военному министерству; 22 января 1834 года состоялось назначение его обер-прокурором Правительствующего сената по уголовному (5-му) департаменту, то есть на ту должность, к которой он готовил себя 8 лет тому назад; 31 декабря 1839 года произведён в тайные советники, с назначением присутствовать в Правительствующем сенате сначала в том же 5-м, потом в 4-м департаменте; затем был назначен членом попечительного общества о тюрьмах.
Случевский скончался в Санкт-Петербурге 14 июня 1848 года от холеры, похоронен на Большеохтинском Георгиевском кладбище.
После него осталось неизданным незаконченное сочинение «Руководство о духовных завещаниях», имевшее главною целью охранение неприкосновенности воли завещателя, а вместе с этим и предотвращение многих судебных тяжб.

## Награды
Среди прочих наград Случевский имел следующие:
- Орден Святого Владимира 4-й степени (28 сентября 1810 года)
- Орден Святой Анны 2-й степени с алмазными знаками (5 января 1820 года)
- Орден Святого Владимира 3-й степени (4 марта 1823 года)
- Орден Святой Анны 1-й степени (1 января 1830 года)
- Знак отличия беспорочной службы за 25 лет (22 августа 1830 года)

## Семья
Его брат и полный тёзка Константин Афанасьевич Случевский 2-й (1793—1856) был полковником и Санкт-Петербургским полицмейстером, затем тайным советником и вице-директором Департамента внешней торговли. Другой брат, Капитон, был действительным статским советником, занимал должности управляющего канцелярией Главного управления в Грузии и председателя Оренбургской казённой палаты.
Жена — Елизавета Алексеевна, урожд. Бровцына (1833—1912, имение Пересаж в Черниговской губернии), дочь предводителя дворянства Новгородского уезда с 1840 по 1848 гг. Алексея Платоновича Бровцына  (1807—1883), крестника графа Аракчеева.
Дети и внуки:
- Александр Константинович Случевский (1825—?) был коллежским асессором. 
  - Внучка — Лидия Александровна Случевская, в замуж. Коростовцева (1854–1919[1]). Ее муж — Константин Владимирович Коростовцев (Коростовец; 1857–1919[2]), участник Русско-турецкой войны 1877–1878, вышел в отставку с производством в генерал-лейтенанты, сын генерал-лейтенанта Владимира Ивановича Коростовца и брат Измаила Владимировича Коростовца.
    - Правнуки: Кирилл Константинович Коростовец (1885–1961, Лондон), Владимир Константинович Коростовец (1888–1953), Антоний Константинович Коростовцев (1890–1919, расстрелян большевиками в Чернигове[1]), Андрей Константинович Коростовец (1893–1919, расстрелян большевиками).
- Фёдор Константинович Случевский (1827—1859)

Редактор «Правительственного вестника» и поэт гофмейстер Константин Константинович Случевский (1837—1904), полковник Леонид Константинович Случевский (1838—1904)  и командир 10-го армейского корпуса и член Военного совета генерал-лейтенант Капитон Константинович Случевский (1843—1906), сенатор Владимир Константинович Случевский (1844—1926) приходились Константину Афанасьевичу Случевскому 1-му племянниками (сыновья Константина Афанасьевича Случевского 2-го).